# Erri De Luca
Pour les articles homonymes, voir De Luca.
Erri De Luca, né Enrico De Luca le 20 mai 1950 à Naples, est un écrivain, journaliste, homme de gauche, poète et traducteur italien contemporain. Il a obtenu en 2002 le prix Femina étranger pour son livre Montedidio et le prix européen de littérature en 2013 ainsi que le prix Ulysse pour l'ensemble de son œuvre.

## Biographie

### Une enfance dans le quartier populaire de Montedidio
Enrico « Henry » De Luca naît dans une famille bourgeoise napolitaine ruinée par la guerre qui a détruit tous ses biens. Ses parents trouvent un logement de fortune dans le quartier populaire et surpeuplé de Montedidio. Sa sœur cadette et lui grandissent dans « la maison de la ruelle » entre une mère attentive, mais impérieuse et humiliée par sa nouvelle pauvreté, et un père bienveillant, mais « trop lointain » : 

« À nous autres enfants, moi d'abord, par ordre d'apparition, puis ma sœur, on nous donna une éducation qui me sembla toujours appropriée au manque d'espace et de moyens ; on parlait à voix basse, on se tenait bien à table, essayant de ne pas salir le peu de vêtements décents que nous avions. »

La famille De Luca vit isolée et ne se mêle pas à la population de son quartier. Cette nouvelle position sociale ressentie comme une déchéance et l'éducation rigide des parents rendent l'atmosphère familiale oppressante. Le travail acharné du père ramène toutefois la famille à meilleure fortune et lui permet de s'installer dans « la belle maison » située dans un quartier de maisons neuves construites sur la colline au-dessus de Mergellina, où « nul ne disait d'où il venait, ils semblaient tous avoir poussé en ce lieu en même temps que les maisons. »

L'adolescence d'Erri De Luca dans ce nouveau quartier n'est pas plus heureuse : 

« Dans la maison de la ruelle nous mangions sur le marbre de la table de cuisine, assis sur des chaises paillées comme des chaises d'église. Il fallait saisir les choses doucement, les accompagner pour éviter les chocs. L'espace était réduit, le moindre geste faisait du bruit. Dans la maison suivante, à table, il y avait des nappes, des chaises rembourrées et on parlait, on se taisait aussi, d'une autre façon : on racontait les choses de l'école et l'air s'assombrissait car, bien que travaillant, nous rapportions des notes insuffisantes. Les reproches s'étendaient à tout le reste, coupaient l'appétit. Je sentais le poids de la nourriture, de la chaise, du temps ; alors que même le marbre était léger à la table sur laquelle j'avais appris à ne pas faire de bruit, à laquelle j'apportais les nouvelles de mes bonnes notes. »

La jeunesse de De Luca n'est pas une époque heureuse à l'exception des quelques jours de vacances passés sur l'île d'Ischia : « Je ne peux pas dire que j'ai été heureux, enfant. Sauf durant les étés sur l'île d'Ischia, en face de Naples. Nous y possédions un cabanon sans eau courante et ma mère nous laissait en totale liberté. Pieds nus, comme des sauvageons, en intimité avec la nature, qui elle-même n'était pas tendre : elle brûlait, piquait. Il fallait s'en défendre. J'ai donc su tout de suite que la beauté avait un prix. Elle n'était ni gratuite, ni donnée. Pour moi, le bonheur est cette possibilité d'arracher à la vie un petit butin. »

Ses romans ont tous un fondement autobiographique. « Mes romans se ressemblent parce que le personnage principal en est la ville de Naples. Tous les autres protagonistes sont des fourmis, installées sur les pentes du volcan. » L'italien est pour lui une seconde langue et il a toujours parlé le napolitain avec sa mère jusqu'à sa mort en 2009 tandis que son père tenait à ce que sa sœur et lui parlassent un italien parfait. De Luca revendique ce double héritage, son appartenance d'écrivain à Naples et son amour de l'italien, la langue de son père dans laquelle il reconnaît sa patrie. Le père du jeune héros de Montedidio (2001) dit à son fils : 

« Nous vivons en Italie… mais nous ne sommes pas Italiens. Pour parler la langue nous devons l'étudier, c'est comme à l'étranger, comme en Amérique, mais sans s'en aller… C'est une langue difficile… mais tu l'apprendras et tu seras Italien. »

Parler l'italien était après-guerre un signe de promotion sociale et a servi à la famille De Luca à marquer ses distances avec son quartier de Montedidio : « Nous ne parlions pas napolitain. Nos parents se défendaient de la pauvreté et du milieu avec l'italien. » Erri De Luca qui voit l'italien « comme une étoffe, un vêtement sur le corps nu du dialecte, un dialecte très à l'aise dans l'insolence » utilisera le caractère imagé et savoureux du napolitain dans ses romans et le mettra dans la bouche de ses personnages.
Son père pour qui il éprouva toujours de l'admiration lui a transmis sa passion des livres. Son lit d'enfant était installé dans une pièce remplie de livres, de romans et d'essais sur la Seconde Guerre mondiale. « Je n'avais pas de chambre d'enfant : j'étais l'hôte des livres de mon père. » Il hérite de son père le goût des livres et de la lecture comme plus tard il héritera de sa bibliothèque. Le jeune lecteur qu'il était a écrit également très tôt et l'écriture a été la véritable compagne de son adolescence.

À à peine seize ans, il se déclare communiste. Il s'indigne de la mainmise de la marine américaine sur la ville et des injustices sociales à Naples et dans le monde, il s'indigne contre la politique du maire Achille Lauro. Erri De Luca dans Tu, mio fera dire à son jeune héros qui s'adresse à son père : 

« Je vois notre ville tenue en main par des gens qui l'ont vendue à l'armée américaine… Je vois que personne ne s'en soucie, personne ne s'en indigne, n'en a honte. Je vois que la guerre nous a humiliés. Ailleurs, elle est finie depuis longtemps, chez nous, elle continue… je sais qu'un impérieux besoin de répondre est en train de s'imposer physiquement à moi. »

### Engagement politique, vie d'ouvrier
En 1968, dès ses études secondaires terminées, le jeune De Luca quitte la maison familiale pour Rome et s'engage dans l'action politique révolutionnaire. À cette époque où il retrouve une famille parmi les manifestants qui demandent le retrait des forces américaines du Vietnam, il change son prénom de Harry lui venant d'une grand-mère d'origine américaine en Erri, par simple transcription phonétique de la prononciation italienne de « Harry ».
Il devient anarchiste en lisant Hommage à la Catalogne de George Orwell. Il participe en 1969 au mouvement d'extrême gauche Lotta Continua et en devient l'un des dirigeants, responsable de son service d'ordre, jusqu'à sa dissolution à l'été 1977. N'imaginant pas d'entrer dans la clandestinité et dans la lutte armée comme certains de ses camarades, le jeune homme entre en 1978 chez Fiat où il participe à toutes les luttes ouvrières, même violentes. Il y reste deux ans jusqu'à l'échec des mouvements sociaux à l'automne 1980 au moment des licenciements massifs auxquels procède le siège de Turin. C'est à cette époque que prennent fin ses douze années de lutte politique.

Il poursuit alors jusqu'en 1995 une vie d'ouvrier solitaire et itinérant. Cette vie d'ouvrier sans qualification est rude : il passe un mois à Milan dans le bruit infernal d'un marteau piqueur à casser une dalle blindée dans un souterrain dont il ressort chaque soir entièrement sourd avec les paupières qui tremblent, rapporte Caterina Cotroneo dans sa thèse de doctorat consacrée à Erri De Luca et Naples. Il sera manœuvre dans sa ville natale après le tremblement de terre de novembre 1980, puis fuyant les lois spéciales de son pays, il trouvera refuge en France en 1982 où il travaillera sur des chantiers dans la banlieue parisienne. 

« On se tenait à distance pour ne pas finir dans les procès sommaires des lois d'urgence… »

En 1983, il se prépare à s'engager comme bénévole dans une action humanitaire en Tanzanie pour y installer des éoliennes et améliorer l'approvisionnement en eau des villages dans la brousse. C'est dans un centre de formation en Italie avant son départ pour l'Afrique orientale qu'il découvre une Bible par hasard et que naîtra sa passion pour l'Ancien Testament et l'hébreu. Souffrant de malaria et de dysenterie, il doit la vie sauve à une sœur du centre qui le réhydrate avec du bouillon de poule, cuillère après cuillère. Il ne pourra rester qu'un mois en Afrique d'où il est rapatrié sur un lit d'hôpital. De retour en Italie, n'appartenant à aucun « tableau de malfaiteurs » comme il l'expliquera dans son livre Sur la trace de Nives, il continue sa vie d'ouvrier, poursuit l'étude des textes sacrés, se passionne pour l'alpinisme, où il excellera, et termine Acide, arc-en-ciel (1992) commencé en 1976.
Pendant la guerre en Bosnie-Herzégovine (1992-1995), dans l'ex-Yougoslavie, Erri De Luca est chauffeur de camion dans des convois humanitaires destinés à la population bosniaque.
Il se sent proche aujourd'hui du mouvement altermondialiste. Solidaire du mouvement NO TAV opposé à la construction de la ligne grande vitesse Lyon-Turin, il est accusé d'incitation au sabotage par la société Lyon Turin Ferroviaire L.T.F. S.A.S.. Le procès s'est ouvert à Turin le 28 janvier 2015, et reporté au 16 mars. Le verdict est prononcé le 19 octobre 2015 : le parquet ayant demandé 8 mois de prison ferme, il est finalement relaxé.

### L'œuvre de fiction romanesque d'un grand écrivain et son écriture poétique
Pendant toute sa vie d'ouvrier qui durera dix-huit ans, Erri De Luca se lève très tôt, à cinq heures chaque matin, et se plonge dans son dictionnaire et sa grammaire d'hébreu pour traduire un morceau des Écritures et se l'approprier. Cette lecture matinale lui donne l'énergie nécessaire pour affronter une journée de travail qui le vide de ses forces. Les heures libres du soir peuvent dès lors être consacrées à l'écriture personnelle qu'il considère comme une récréation. C'est ainsi que naît une œuvre double de fiction romanesque et de réflexion sur l'Ancien et le Nouveau Testament.
Il écrit ses premiers textes sans l'intention de les publier, mais la maladie de son père le décide à envoyer son manuscrit à un éditeur. Il souhaite que son père pour lequel il était, à près de quarante ans, un fils égaré soit fier de lui. À ce père mourant, à ce lecteur passionné qui ne peut plus lire, il a le temps de mettre entre les mains son premier livre comme une manifestation concrète de cette voie nouvelle d'écrivain qu'il a choisie. « Quand j'écris, je chuchote parce que je pense qu'il est resté aveugle même là où il est, et qu'il n'arrive pas à lire la page derrière mon épaule. Il aimait les histoires et je suis encore là pour les lui raconter », dira-t-il plus tard.
Non ora, non qui paraît en Italie en 1989 et, en France, sous le titre Une fois, un jour aux éditions Verdier en 1992, puis sous le titre inverse Pas ici, pas maintenant aux éditions Payot & Rivages en 1994 dans une traduction de Danièle Valin. Dans ce premier livre autobiographique, le narrateur se souvient de ses années d'enfance dans un petit appartement situé dans une ruelle obscure de Naples dans lequel il devait jouer sans faire de bruit et obéir à l'injonction maternelle : pas ici, pas maintenant. Ce hic et nunc qui aurait permis à l'enfant de vivre pleinement le temps de ses jeux ainsi entravé se rappellera plus tard à l'adulte qu'il est devenu : 

« Tu avais raison, la plupart des choses qui me sont arrivées n'étaient que des erreurs de temps et de lieu et l'on pouvait bien dire : pas maintenant, pas ici. »

Le narrateur interroge le mystère de cet enfant rêveur et taciturne qu'il était, sensible aux reproches de ne pas être l'adolescent brillant souhaité par sa mère, le mystère de cette mère si proche et si lointaine et de leur incompréhension mutuelle : « Tu héritas d'un fils inapte aux devoirs que tu lui réservais, un enfant troublé qui, au jeu de l'incompréhension avec toi, accumulait des bribes d'identité. » Dans ce récit dur et fier, poétique et poignant, le narrateur évoque les figures aimées, l'ami d'enfance qui s'est noyé, l'épouse disparue, la servante au grand cœur de ses parents : 

« Nous avons vécu avec des personnes que nous aimions sans le savoir, que nous maltraitions sans nous en douter : un beau jour elles disparaissent et on n'en parle plus. Elles ont laissé une odeur d'eau de javel dans notre main qu'elles ont serrée, une caresse rêche et maladroite, elles ont lavé nos sols en chantant avec une gaieté que nous n'avons jamais ressentie. Telle fut leur vie irréductible que nous avons ignorée tant qu'elle fut parmi nous et dont aujourd'hui nous prenons conscience seulement parce que nous l'avons perdue. Je t'en parle, maman, car il en sera de même entre nous. »

Après ce premier livre, paraissent ensuite régulièrement des romans : Acide, arc-en-ciel (Rivages, 1994), Tu, mio (Rivages, 1998), Trois chevaux (Gallimard, 2000) et des nouvelles En haut à gauche (Rivages, 1996).

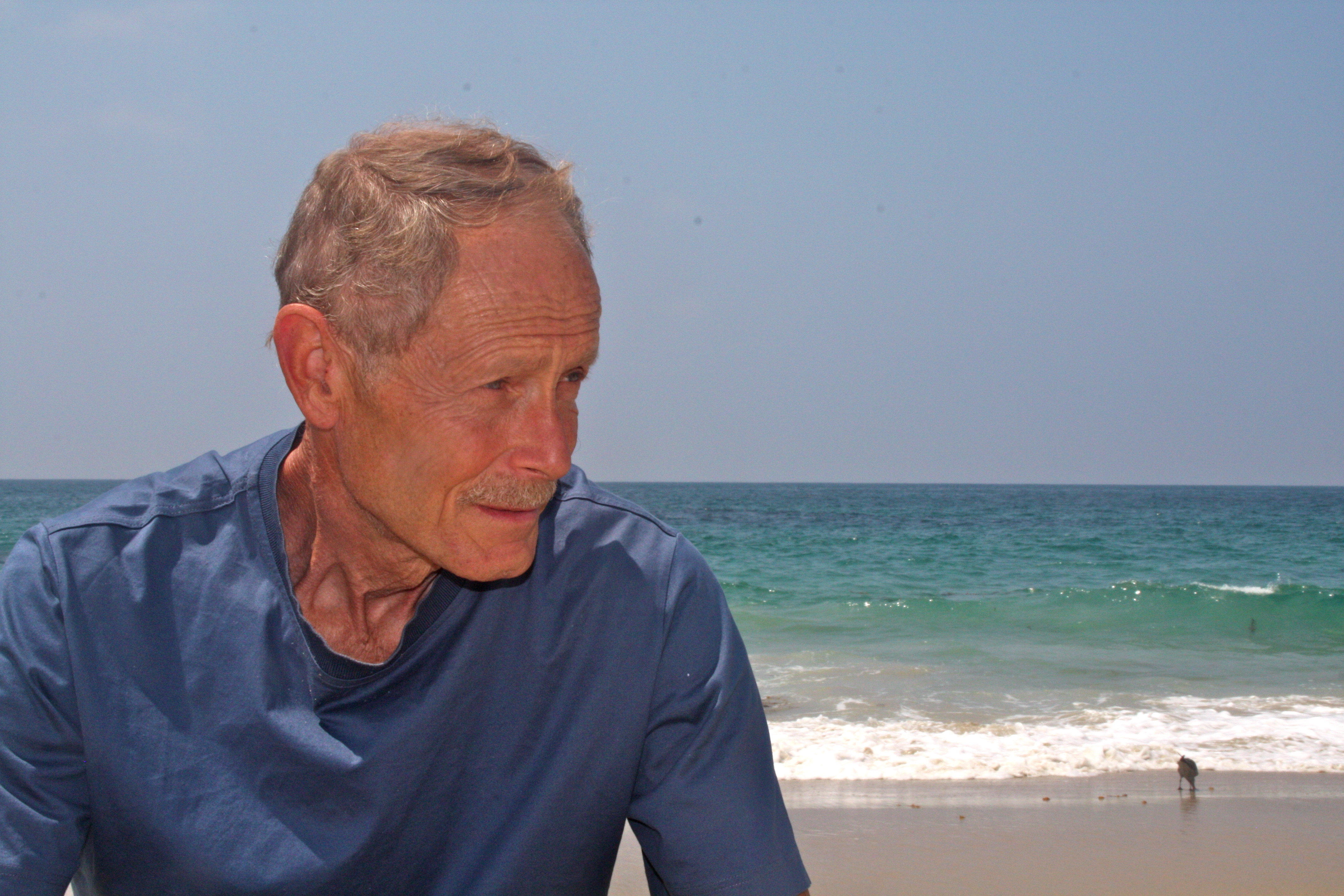
Erri De Luca en octobre 2009.

Erri De Luca a fui Naples à dix-huit ans avec sa famille, mais sa ville natale est la toile de fond de chacun de ses romans et ceux-ci ont toujours un fondement vécu par l'auteur comme dans Tu, mio, dans Montedidio qui reçoit le prix Femina étranger en 2002 et, plus tard, dans Le Jour avant le bonheur, dont les jeunes héros pourraient être des frères. Montedidio est l'histoire d'un gamin de Naples de treize ans à qui son père offre pour son anniversaire un « boumeran » qu'il garde toujours près de lui et qui est mis en apprentissage chez Mast'Errico, un menuisier de leur quartier, un brave homme qui héberge dans sa boutique un cordonnier roux et bossu, Rafaniello. Le jeune garçon esseulé par l'hospitalisation de sa mère trouvera un réconfort auprès de ce cordonnier qui répare les chaussures des pauvres de Montedidio sans se faire payer et qui lui raconte le temps où il s'appelait Rav Daniel et où il étudiait « les choses de la foi » ainsi que « le métier des souliers » dans le Talmud. Il lui raconte aussi son pays dont les habitants ont disparu dans la guerre et lui révèle qu'il possède une paire d'ailes dans l'étui de sa bosse pour voler jusqu'à Jérusalem.

Il ne lui parle pas seulement de son histoire, mais aussi de l'Histoire sainte : 

« Rafaniello dit qu'à force d'insister, Dieu est contraint d'exister, à force de prières son oreille se forme, à force de larmes ses yeux voient, à force de gaieté son sourire point. Et je pense : comme le boumeran. À force d'exercices le lancer se prépare, mais la foi peut-elle venir d'un entraînement ? Je répète ses mots en les mettant par écrit, plus tard peut-être je les comprendrai. »

Tout ce que lui dit Rafaniello, le jeune garçon le consigne par écrit avec soin sur un rouleau de papier que lui a donné l'imprimeur de son quartier. Il trouve également un réconfort dans l'amour de Maria qui a le même âge que lui, qui est aussi seule que lui et que le propriétaire de l'immeuble harcèle. Il la protègera et fera avec elle l'apprentissage de la sexualité. Si pour Mast'Errico « 'A iurnata è 'nu muorzo », si la journée est une bouchée et qu'il faut travailler vite, pour notre jeune héros son enfance sera également une bouchée, il devra mûrir rapidement : « Au printemps, j'étais encore un enfant et maintenant je suis en plein dans les choses sérieuses que je ne comprends même pas. » Montedidio est présenté sous la forme du journal intime de son jeune héros qui découvre peu à peu la bonté et la bienveillance comme les dangers du monde des adultes, la force de l'amour comme une alliance contre le monde extérieur et également en lui « une force amère capable d'attaquer ».

La magie de ce roman sensible tient à la noblesse des sentiments de ce jeune garçon respectueux et courageux, à la coloration biblique des récits de Rafaniello, au symbolisme de cette chronique du passage à l'âge des responsabilités, aux aphorismes du patron menuisier en napolitain, à la peinture savoureuse de toute cette communauté qui vit dans les ruelles étroites de ce quartier pauvre de Naples : « Gigino qui vend des pizzas et travaille la pâte à coups de claques et de pirouettes tout en pivotant distraitement vers le feu où, au vol, avec la pelle, il retourne dix pizzas en deux secondes », donna Assunta la blanchisseuse qui étend « sa lessive avec des pinces à linge sur toute une moitié de la ruelle », le curé don Petrella que les habitants ont surnommé don Frettella, don Pressé, parce qu'il expédie sa messe, une habitude contractée pendant la guerre au moment des bombardements. 

« En napolitain, Montedidio signifie “la montagne de Dieu”. Du haut de Montedidio, d'un saut vous êtes déjà au ciel. À l'image de ce quartier où la magie et le sacré se mêlent au quotidien, le roman associe la réalité au surréel, la douceur à l'amertume, le symbole au réel, la poésie au dénuement. »

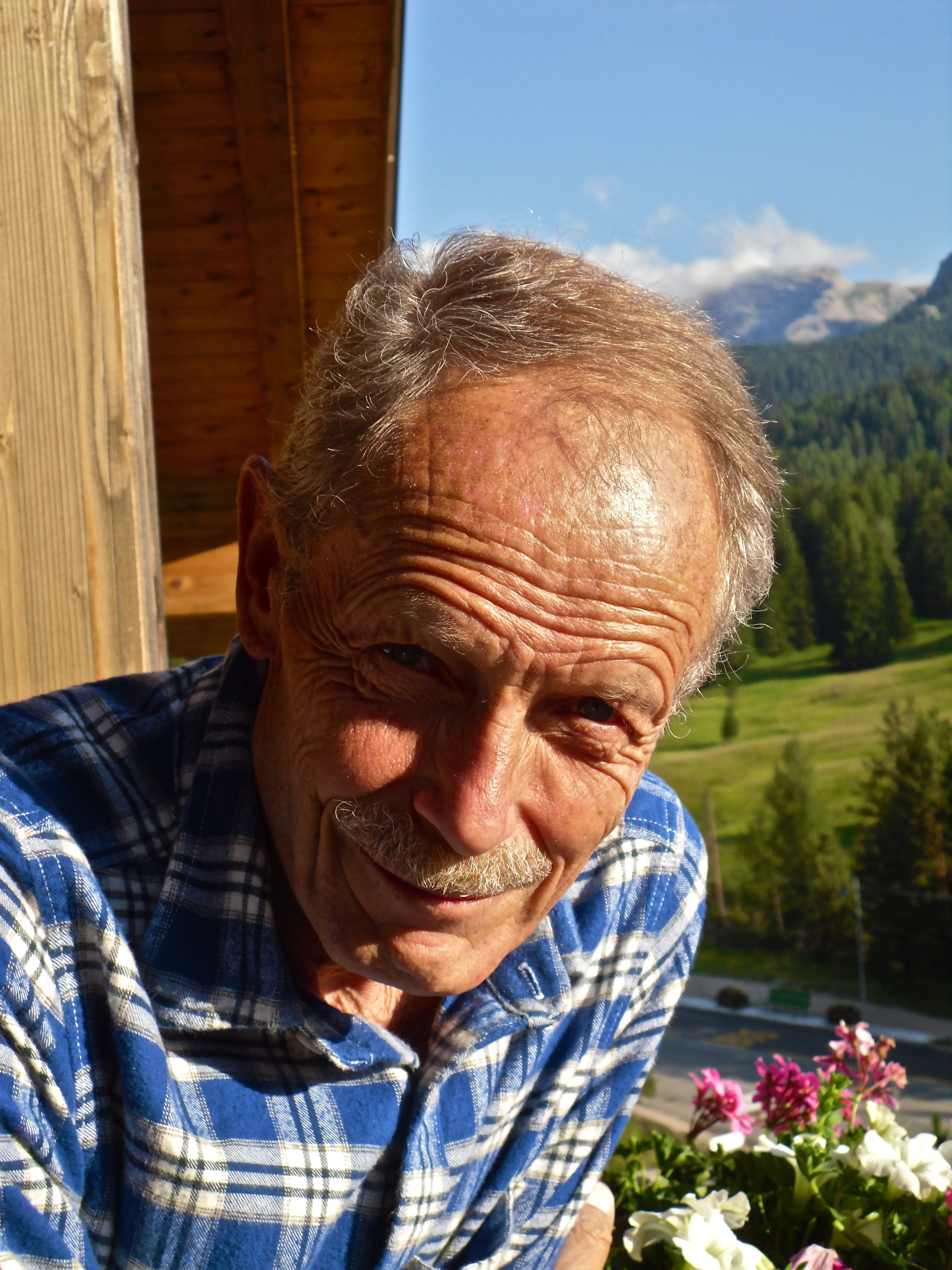
Erri De Luca en juillet 2010 dans les Dolomites.

Quelques années plus tard, après un recueil de nouvelles, Le Contraire de un (Gallimard, 2003), Le Jour avant le bonheur (Gallimard, 2010) réunit les grands thèmes des romans précédents d'Erri De Luca : l'enfance livrée à elle-même et le difficile apprentissage de la vie, les ruelles de Naples et l'âpre beauté de la nature qui l'entoure, l'amour sublimé et meurtri, l'exil enfin. Le narrateur, un jeune orphelin, vit seul dans un simple réduit. Sa solitude est adoucie par la présence protectrice de don Gaetano, le concierge de l'immeuble qui s'est pris d'affection pour l'enfant. Dans sa loge, devant un plat de pâtes, don Gaetano lui apprendra l'histoire de sa ville et de sa libération par elle-même de l'occupation allemande : 

« Ce soir-là dura plus longtemps que les autres. Don Gaetano me passait le relais d'une histoire. C'était un héritage. Ses récits devenaient mes souvenirs. Je reconnaissais d'où je venais, je n'étais pas le fils d'un immeuble, mais d'une ville. Je n'étais pas un orphelin de père et de mère, mais le membre d'un peuple. »

Leurs soirées se terminent par une partie de scopa avant l'école du lendemain : « À l'école, j'écoutai intensément les cours. Je me rendis compte à quel point les choses que j'apprenais étaient importantes. C'était merveilleux de voir un homme les mettre devant une assemblée de jeunes assis, pleins d'élan dans leur écoute… Merveilleux les noms des lunes qui entouraient Jupiter, le cri de Mer, mer des Grecs à la fin de leur retraite, le geste de Xénophon qui l'écrivait pour le perpétuer. Merveilleux aussi le récit de Pline sur le Vésuve explosé. » Don Gaetano l'initiera aussi aux travaux manuels, à l'électricité et à la plomberie et même à la sexualité en lui demandant de le remplacer auprès de la veuve du deuxième étage, « une belle femme brune comme les mûres de septembre. » Il le protégera de son mieux contre les dangers de cette ville violente, de cette « ville qui contient toutes les époques. L'immeuble et les habitants sont le Moyen Âge qui a enfilé le pantalon du présent. » Ce roman envoûtant et poétique est une œuvre de transmission et d'héritage comme l'étaient déjà Tu, Mio et Montedidio.

Le style limpide et poétique de son écriture, restitué en français par la traduction de Danièle Valin, sa traductrice de toujours, font de lui un des plus grands écrivains contemporains : «  … ses phrases altières… sèches et épurées… voltigent sur des sommets de beauté… » Erri De Luca parsème ses récits de pensées, de métaphores, d'aphorismes et crée une atmosphère de fable, de parabole qui les nimbe de poésie et leur donne cette touche de merveilleux si caractéristique de son écriture : 

« La vie est un long trait continu et mourir, c'est aller à la ligne sans le corps. Je vois les piqués des oiseaux dans le creux des vagues, et même le poisson qui a toute la mer pour se cacher ne peut se sauver. Et les oiseaux qui volent au-dessus : chacun est seul et sans alliance avec l'autre. L'air est leur famille, pas les ailes des autres. Chaque nouvel œuf déposé est une solitude. Et moi, dans l'obscurité des braises, je fais une omelette de solitude pour me rassasier. »

« L'écriture représente pour moi le contraire même du travail… C'est un moment festif qui m'a tenu compagnie toute la vie. »
« Celui qui écrit a la possibilité de rassembler les gens autour de lui, de leur donner rendez-vous dans la page, dans l'écriture, dans sa tête. On devient un lieu, un lieu de rencontre pour les autres. Pour moi ce sont des personnes, pour le lecteur ce sont des personnages imaginaires qui appartiennent au roman. Mais moi, je suis le lieu où se retrouvent des êtres. Il faut certes des mots. Mais les mots dépendent moins de l'habileté de l'écrivain que de sa capacité d'écoute. J'écoute les mots des autres qui sont de retour. J'entends leur voix. Et ça m'est facile. Pour moi écrire n'est pas un travail, c'est une façon d'être en compagnie et de rassembler des absents. »

### L'œuvre de réflexion sur la Bible d'un sage et d'un humaniste
Erri De Luca est un lecteur quotidien de la Bible et pour lui le bonheur parfait est d'« être face à un vers de la Bible et, tout à coup, le comprendre dans sa simplicité  » (réponse au questionnaire de Proust). Dans l'émission littéraire Le Bateau livre de Frédéric Ferney, il explique que cette habitude commence à la fin de la période de son engagement politique, au moment où il entame seul une vie d'ouvrier. Pendant une heure chaque matin il lisait une phrase des écritures sacrées avant d'aller travailler : 

« C'était un luxe que j'arrachais au sommeil mais qui m'était plusieurs fois remboursé par le bonheur de trouver quelque chose qui me tenait compagnie pendant toute la journée ouvrière. »

Première Heure commence par ces mots : « Ces pages ne sont pas le fruit d'insomnies, mais de réveils. Tout au long de mes années de vie d'ouvrier, j'ai feuilleté les Saintes Écritures et leur hébreu ancien une heure avant de partir au travail. Il me semblait ainsi saisir un peu de chaque jour nouveau avant qu'il me soit dérobé par la fatigue. Je crois avoir été un des rares ouvriers heureux de sauter hors du lit tôt le matin, car cette heure-là était mon acompte. Encore maintenant, alors que je n'exerce plus ce métier, j'ai gardé cette habitude et cet horaire… Je suis devenu un maçon qui lit les Saintes Écritures. Les Saintes Écritures sont pleines de maçons. » Il confirmera souvent l'importance de sa relation avec la Bible notamment par cette très belle dernière phrase de Noyau d'olive : 

« Tant que, chaque jour, je peux rester, ne fût-ce que sur une seule ligne de ces Écritures, j'arrive à ne pas me défaire de la surprise d'être vivant. »

Cependant, Erri De Luca se dit non-croyant mais ne se définit pas comme athée pour autant. Il écrit à ce sujet dès le début de Première Heure : « Je ne peux pas dire que je sois athée. Le mot d'origine grecque est formé du mot "theos", Dieu, et de la lettre "a", alpha, dite privative. L'athée se prive de Dieu, de l'énorme possibilité de l'admettre non pas tant pour soi que pour les autres. Il s'exclut de l'expérience de vie de bien des hommes. Dieu n'est pas une expérience, il n'est pas démontrable, mais la vie de ceux qui croient, la communauté des croyants, celle-là oui est une expérience. L'athée la croit affectée d'illusion et il se prive ainsi de la relation avec une vaste partie de l'humanité. Je ne suis pas athée. Je suis un homme qui ne croit pas. » Ce qui le passionnait dès le début de ses lectures, c'était de savoir comment était faite la langue qui abrite la révélation, le mystère de ce Dieu unique qui décide de s'installer dans la Méditerranée, dans cette foule d'idoles et de faire connaître la Révélation par un peuple mineur dans une langue mineure, c'était de se frotter à des textes lus par de nombreuses générations dont la lecture au cours des siècles ajoutait pour lui du sacré à ces écritures. Sa connaissance de l'hébreu ancien lui a permis de publier des traductions commentées du livre de l'Exode, de Jonas, de Ruth, etc., ainsi que d'autres textes de la Bible.
Dans la traduction fidèle de Danièle Valin ont paru des essais de réflexion sur ses lectures de la Bible Un nuage comme tapis (Rivages, 1994) et ensuite chez Gallimard Noyau d'olive (2004), Comme une langue au palais (2006) mais aussi, à la manière d'un roman, Au nom de la mère (2009). Dans ce récit, Erri De Luca se sert de sa connaissance de l'Histoire sainte pour raconter, de l'Annonciation à la Nativité, le mystère divin de la venue au monde de Jésus et l'histoire simplement humaine de la Vierge et de Joseph qui accueillent dans leur couple cet enfant qui deviendra leur fils. La seule annonciation suffit à faire de Miriam, le vrai nom de Marie, une femme enceinte et Joseph, contre toute évidence, contre l'évidence de l'adultère, croit Miriam, sa promise, lutte contre sa famille et sa communauté et maintient au mois de septembre leurs épousailles. Le courage de Joseph et son amour pour Miriam sauvent la mère et l'enfant de la lapidation. Ce court récit est l'histoire touchante d'un couple d'humains bouleversé par Dieu. Le narrateur montre le courage de cette jeune femme qui accouche seule, Joseph restant dehors selon la tradition, sans sage-femme, en la seule présence de son ânesse et d'un bœuf dans une petite étable par une froide nuit d'hiver. Il dit l'amour humain de cette mère pour leur enfant et sa peur de l'avenir.
Erri De Luca parle le français et a étudié seul plusieurs langues dont l'allemand pour arriver au yiddish. Il a traduit des textes de poètes juifs s'exprimant dans cette langue menacée de disparition. « La seule façon pour moi de donner tort à Hitler et à l'Histoire, c'est de l'apprendre. » « […] J'ai appris le yiddish pour faire quelque chose contre l'anéantissement d'une langue plus que contre l'anéantissement d'un peuple : je ne peux rien faire contre cela, car je suis arrivé trop tard, mais je peux lutter contre l'anéantissement d'une langue en l'apprenant, en l'étudiant, en la chantant, en la lisant » (réponse au questionnaire de Proust).

Né comme Patrick Modiano après la Seconde Guerre mondiale, De Luca se sent pourtant responsable, comme l'auteur de Dora Bruder, de cette période tourmentée de l'histoire de son pays et surtout du sort inhumain et terrible qui y fut fait aux juifs, responsable comme le jeune héros qui lui ressemble d'un de ses romans à qui son père dit : 

« En somme, c'est curieux à dire, mais il me semble que tu veuilles intervenir sur le passé pour le corriger. Tu le critiques avec l'intention de le changer, mais c'est impossible. Même un dieu ne peut plus rien y faire. »

De Luca a également fait paraître un recueil de poèmes, Œuvre sur l'eau/Opera sull'acqua, dans une édition bilingue chez Seghers en 2002.

### Un alpiniste chevronné
Erri De Luca est un alpiniste émérite : 

« En grimpant, […] j'entre dans un lieu vide ou très peu fréquenté, […] Là-haut, je me trouve en situation d'hôte, mais pas d'invité. Et j'appartiens un peu moins à ce temps qui a la présomption d'être résident sur terre, d'être le patron de la terre, de l'air et de l'eau. Je me sens tellement de passage qu'en montagne, je ne plante jamais de clou. J'utilise ceux des autres, ça oui, mais jamais je n'ai donné un coup de marteau sur une paroi rocheuse. Et quand j'arrive au sommet, une sorte de pudeur m'empêche d'écrire sur le livre qui se trouve parfois là, pour que les alpinistes laissent quelques mots. Je ne veux pas laisser de trace — seulement celle de mes pas, mais en montagne, la neige a tôt fait de les recouvrir, c'est même l'un de ses dangers. »

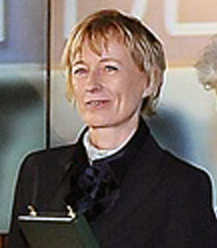
Nives Meroi, Rome, 2010.

Il a notamment parcouru au Népal les massifs de l'Annapurna et du Dhaulagiri avant qu'un infarctus ne lui interdise les courses en montagne. Dans son livre Sur la trace de Nives (Gallimard, 2006), il raconte son aventure dans l'Himalaya en compagnie de l'alpiniste italienne Nives Meroi devenue célèbre pour avoir été la première femme à avoir vaincu dix sommets de plus de 8 000 mètres. Cette conversation dans une tente du camp de base du Dhaulagiri en 2005 évoque le courage désintéressé de Nives Meroi et de ses compagnons et les dangers affrontés dans ces très hautes altitudes : « l'anxiété de respirer à huit mille mètres », la puissance du vent, son vacarme et ses rafales qui étourdissent (« Avec ta combinaison matelassée sur le dos, trois couches de vêtements, tu es une balle en caoutchouc et le vent frappe sur toi comme une queue de billard et il te traite comme une bille, il veut t'envoyer dans le trou », le froid, la neige et le brouillard mais aussi le soleil aveuglant, les orages et les chutes de pierre mais aussi la maladresse ou une négligence de l'alpiniste même. Aux récits de Nives Meroi, Erri De Luca mêle des réflexions poétiques, des rapprochements avec l'Écriture sainte et des souvenirs personnels, évoquant son combat politique et son père : 

« J'ai écrit les livres qu'il n'a pas écrits, j'ai escaladé les montagnes qu'il aurait voulu escalader. Je suis son fils parce que j'ai hérité de ses désirs. »

En effet, c'est son père, ancien militaire membre des Alpins, qui lui a transmis son amour pour les montagnes en l'emmenant à plusieurs reprises dans les Dolomites.
Son amour pour la montagne lui a inspiré Le Poids du papillon (Éditions Gallimard,2011), « d’une beauté sauvage, un court roman splendide et féroce comme la nature » écrit Bernard Pivot qui ajoute : « Le Poids du papillon, d’Erri De Luca, pèse peu dans la main et beaucoup dans le cœur et la mémoire. »

### Autres faits marquants
- 1995 : coscénariste du film I racconti di Vittoria[27] d'Antonietta De Lillo, avec Enzo Decaro ;
- 2000 : acteur dans le film Il compromesso - La tomba di Giulio II e la tragedia di Michelangelo[27] de Francesco Cabras et Alberto Molinari ;
- 2002 : premier quinquagénaire à gravir une difficulté classée 8b (Grotta dell'Arenauta di Gaeta classée 8b+)[28] ;
- 2002 : participation à la traduction de poèmes pour le documentaire Carlo Giuliani, ragazzo[27] de Francesca Comencini ;
- 2002 : citoyen d'honneur de la ville d'Ischia[28] (Italie) ;
- 2003 : récitant dans L'Isola[27] de Costanza Quatriglio, présenté à la Quinzaine des réalisateurs de la 56e édition du festival de Cannes ;
- 2003 : participation au jury du Festival de Cannes 2003[29] ;
- 2004 : acteur dans Visioni di Palio[27] d'Anton Giulio Onofri ;
- 2005 : acteur dans le documentaire Fuori fuoco[27] ;
- 2009 : coscénariste du film La Via Crucis di Bernardino Simoni a Cervero[27] avec Toni Servillo ;
- 2009 : participation à l'émission télévisée Che tempo che fa[27] (29 novembre 2009) ;
- 2010 : création de l'œuvre musico-théâtrale In viaggio con Aurora, de et avec Erri de Luca, présenté en Italie, après une première le 6 juin 2010[30] ;
- collaboration à plusieurs journaux italiens dont La Repubblica, Corriere della Sera, Il Manifesto, Avvenire auxquels il livre des articles sur la montagne et des billets d'opinion.
- 2016 : prix Bad sex in fiction award remis par la Literary review.

## Œuvre
| Titre | Éditeur original                                     | Année | Édition française | Année |
| --- | ---------------------------------------------------- | ----- | --- | ----- |
| Romans, nouvelles et essais |                                                      |       | |       |
| Non ora, non qui | Milan, Feltrinelli                                   | 1989  | Une fois, un jour - Verdier Roman | 1992  |
| « Odorato » et « Gusto », in Le lingue dei sensi | Leggere (novembre 1990), puis dans I colpi dei sensi | 1990  | |       |
| Variazioni sopra una nota sola (de Raffaele La Capria) – Lettere a Francesca                                                                             | Naples, Guida Editore                                | 1990  | |       |
| « La città non rispose », in Italiana. Antologia dei nuovi narratori                                                                                     | Milan, Mondadori                                     | 1991  | |       |
| Una nuvola come tappeto | Feltrinelli                                          | 1991  | Un nuage comme tapis – Rivages Réflexions sur la Bible | 1994  |
| Aceto, arcobaleno | Feltrinelli                                          | 1992  | Acide, Arc-en-ciel – Rivages (Prix France-Culture, 1994) Collection Folio (no 5302), Gallimard Parution : 20-10-2011                                                              | 1993  |
| I colpi dei sensi | Rome, Fahrenheit 451                                 | 1993  | Les Coups des sens – publié avec En haut à gauche – Payot | 1998  |
| In alto a sinistra | Feltrinelli                                          | 1994  | En haut à gauche – Rivages Nouvelles Gallimard 2012 Collection Folio (no 5491) Parution : 02-11-2012                                                                              | 1996  |
| Prove di risposta (dont les Lettere a Francesca) | Rome, Nuova Cultura                                  | 1994  | |       |
| Pianoterra | Macerata, Quodlibet                                  | 1995  | Rez-de-chaussée - Rivages recueil de chroniques publiées dans le quotidien Avvenire                                                                                               | 1996  |
| Il cronista scalzo e altri scritti | Ariccia, Legatoria del sud                           | 1996  | |       |
| Alzaia | Feltrinelli                                          | 1997  | Alzaia - Rivages recueil de chroniques publiées dans le quotidien Avvenire | 1998  |
| Ora prima | Magnano, Qiqajon                                     | 1997  | Première heure - Rivages réflexions principalement inspirées par la Bible | 2000  |
| Come noi coi fantasmi. Lettere sull'anno sessantottesimo del secolo tra due che erano giovani in tempo (avec Angelo Bolaffi)                             | Milan, Bompiani                                      | 1998  | |       |
| Tu, mio | Feltrinelli                                          | 1998  | Tu, mio - Rivages Roman Tu, mio (trad. de l'italien), Paris, Gallimard, 2011, 144 p. (ISBN 978-2-07-044046-7).                                                                    | 1998  |
| L'urgenza della libertà. Il Giubileo e gli anni sacri nella loro stesura d'origine, dal libro Levitico-Vaikra                                            | Naples, Filema                                       | 1999  | |       |
| Cattività (avec Marco Delogu) | Rome, Stampa alternativa / Nuovi equilibri           | 1999  | |       |
| Tufo | Naples, Dante & Descartes                            | 1999  | |       |
| Un papavero rosso all'occhiello senza coglierne il fiore (photos de Danilo De Marco)                                                                     | Montréal, Interattiva                                | 2000  | |       |
| Elogio del massimo timore. Il salmo secondo | Filema                                               | 2000  | |       |
| Altre prove di risposta | Dante & Descartes                                    | 2000  | Essais de réponses - Gallimard | 2005  |
| Tre cavalli | Feltrinelli                                          | 2000  | Trois Chevaux – Gallimard Prix Laure-Bataillon 2001 – roman Trois chevaux, Paris, Gallimard, 2001, 142 p. (ISBN 978-2-07-042243-2).                                               | 2001  |
| Montedidio | Feltrinelli                                          | 2001  | Montedidio – Gallimard Prix Femina étranger 2002 – roman Montedidio, Paris, Gallimard, 2002, 232 p. (ISBN 978-2-07-030270-3).                                                     | 2002  |
| Lettere da una città bruciata | Dante & Descartes                                    | 2002  | |       |
| Nocciolo d'oliva | Padoue, Messaggero                                   | 2002  | Noyau d'olive - Gallimard vingt-six réflexions sur l’Ancien et le Nouveau Testament                                                                                               | 2004  |
| Il contrario di uno | Feltrinelli                                          | 2003  | Le Contraire de un - Gallimard Nouvelles | 2003  |
| Immanifestazione. Rome, 15 febbraio 2003 | Dante & Descartes                                    | 2003  | |       |
| Misteri romani, 22 racconti inediti. Le storie più affascinanti e inquietanti della città (œuvre commune)                                                | Rome, La Repubblica                                  | 2004  | |       |
| Precipitazioni | Dante & Descartes                                    | 2004  | |       |
| Mestieri all'aria aperta. Pastori e pescatori nell'Antico e nel Nuovo Testamento (avec Gennaro Matino)                                                   | Feltrinelli                                          | 2004  | Comme une langue au palais - Gallimard | 2006  |
| Lettere a Francesca (1990) | Dante & Descartes                                    | 2004  | |       |
| Alzaia (nuova edizione ampliata) | Feltrinelli                                          | 2004  | |       |
| Chisciottimista | Dante & Descartes                                    | 2005  | |       |
| Sulla traccia di Nives (photos de Veronica Citi) | Mondadori                                            | 2005  | Sur la trace de Nives - Gallimard | 2006  |
| In nome della madre | Feltrinelli                                          | 2006  | Au nom de la mère – Gallimard | 2006  |
| Napolide | Dante & Descartes                                    | 2006  | |       |
| « Una storia ordinaria » in Interni romani | La Repubblica                                        | 2006  | |       |
| Sottosopra. Alture dell'Antico e del Nuovo Testamento (avec Gennaro Matino)                                                                              | Mondadori                                            | 2007  | |       |
| Lettere fraterne (avec Izet Sarajlić | Dante & Descartes                                    | 2007  | |       |
| Pianoterra | Rome, Nottetempo                                     | 2008  | |       |
| L'isola è una conchiglia. Racconti | Capri, La conchiglia                                 | 2008  | |       |
| Senza sapere invece | Nottetempo                                           | 2008  | |       |
| Almeno 5 (avec Gennaro Matino) | Feltrinelli                                          | 2008  | |       |
| Il cielo in una stalla | Castel Gandolfo, Infinito                            | 2008  | |       |
| In molti giorni lo ritroverai. Incontro (avec Massimo Orlandi)                                                                                           | Pratovecchio, Fraternità di Romena                   | 2008  | |       |
| Il giorno prima della felicità | Feltrinelli                                          | 2009  | Le Jour avant le bonheur (trad. de l'italien), Paris, Gallimard, 2010, 160 p. (ISBN 978-2-07-044561-5).                                                                           | 2010  |
| Tentativi di scoraggiamento (a darsi alla scrittura) | Dante & Descartes                                    | 2009  | |       |
| Penultime notizie circa Ieshu/Gesù | Padoue, Messaggero                                   | 2009  | |       |
| Il peso della farfalla | Feltrinelli                                          | 2009  | Le Poids du papillon – Gallimard | 2011  |
| Non ora, non qui (édition complétée) | Feltrinelli                                          | 2009  | Pas ici, pas maintenant (trad. de l'italien), Paris, Gallimard, 2008, 130 p. (ISBN 978-2-07-034828-2). Nouvelle édition de l'ouvrage paru en 1992 sous le titre Une fois, un jour |       |
| Tu non c'eri | Dante & Descartes                                    | 2010  | |       |
| In nome della madre letto da Erri De Luca (livre audio, CD audio)                                                                                        | Feltrinelli (Collana Emons/Feltrinelli)              | 2010  | |       |
| Rivolte inestirpabili | Forum Edizioni                                       | 2010  | |       |
| E disse | Feltrinelli                                          | 2011  | Et il dit – Gallimard | 2012  |
| Le sante dello scandalo | La Giuntina (Fuori collana)                          | 2011  | Les Saintes du scandale, collection Traits et portraits, Mercure de France Traduction de Danièle Valin                                                                            | 2013  |
| I pesci non chiudono gli occhi | Feltrinelli                                          | 2011  | Les Poissons ne ferment pas les yeux (trad. de l'italien), Paris, Gallimard, 2013, 120 p. (ISBN 978-2-07-045962-9).                                                               | 2013  |
| Il torto del soldato | Feltrinelli                                          | 2012  | Le Tort du soldat – Gallimard Prix Jean-Monnet de littérature européenne | 2014  |
| Storia di Irene | Feltrinelli                                          | 2013  | Histoire d'Irène - Gallimard | 2015  |
| La parola contraria | Feltrinelli                                          | 2015  | La Parole contraire - Gallimard | 2015  |
| Il più e il meno | Feltrinelli                                          | 2015  | Le Plus et le Moins - Gallimard | 2015  |
| La natura esposta | Feltrinelli                                          | 2016  | La Nature exposée - Gallimard | 2017  |
| Diavoli Custodi Dessins d'Alessandro Mendini | Feltrinelli                                          | 2017  | Diables gardiens - Gallimard | 2022  |
| La faccia delle nuvole | Feltrinelli                                          | 2018  | |       |
| Il giro dell'oca | Feltrinelli                                          | 2018  | Le Tour de l'Oie - Gallimard | 2019  |
| Impossibile | Feltrinelli                                          | 2019  | Impossible - Gallimard | 2020  |
| A Grandezza naturale | Ferltrinelli                                         | 2021  | Grandeur nature - Gallimard, (ISBN 978-2-07-296649-1) | 2023  |
| Le regole dello Shangai | Fertrinelli                                          | 2023  | Les règles du Mikado - Gallimard | 2024  |
| Poésies |                                                      |       | |       |
| Opera sull'acqua e altre poesie | Einaudi                                              | 2002  | Œuvre sur l'eau - Gallimard Seghers (édition bilingue) | 2002  |
| Solo andata. Righe che vanno troppo spesso a capo | Feltrinelli                                          | 2005  | Aller simple - Gallimard | 2012  |
| L'ospite incallito | Einaudi                                              | 2008  | L'hôte impénitent - Gallimard | 2021  |
| Théâtre |                                                      |       | |       |
| Spargimento: opera per musica e danza (sur une musique de Nicola Sani)                                                                                   | Milan, Edizioni Suvini Zerboni                       | 1997  | |       |
| L'ultimo viaggio di Sindbad | Einaudi                                              | 2003  | Le Dernier Voyage de Sindbad (ISBN 978-2-07-012686-6) – Gallimard | 2016  |
| Morso di luna nuova. Racconto per voci in tre stanze | Mondadori                                            | 2004  | |       |
| Chisciotte e gli invincibili. Il racconto, i versi, la musica (avec Gianmaria Testa et Gabriele Mirabassi)                                               | Rome, Fandango Libri                                 | 2007  | |       |
| Traductions |                                                      |       | |       |
| Esodo/Nomi | Feltrinelli                                          | 1994  | |       |
| Giona/Iona | Feltrinelli                                          | 1995  | |       |
| Kohèlet/Ecclesiaste | Feltrinelli                                          | 1996  | |       |
| Il libro di Rut | Feltrinelli                                          | 1999  | |       |
| Salmo secondo ovvero Elogio del massimo timore | in Micromega (2, 2000, p. 297-302)                   | 2000  | |       |
| Nòah Anshel dell'altro mondo de Dovid Katz (en). Traduction du yiddish                                                                                   | Dante & Descartes                                    | 2002  | |       |
| Vita di Sansone dal libro Giudici/Shoftim | Feltrinelli                                          | 2002  | |       |
| Vita di Noé/Nòa | Feltrinelli                                          | 2004  | |       |
| L'ospite di pietra. L'invito a morte di Don Giovanni. Piccola tragedia in versi (avec préface d'Alexandre Pouchkine et commentaire de Vicky Franzinetti) | Feltrinelli                                          | 2005  | |       |
| Canto del popolo yiddish messo a morte d'Ytshak Katzenelson                                                                                              | Mondadori                                            | 2009  | |       |